# Shahrestān di Shahr-e Kord
Lao shahrestān di Shahr-e Kord (farsi شهرستان شهرکرد) è uno dei 7 shahrestān della provincia di Chahar Mahal e Bakhtiari, in Iran. Il capoluogo è Shahr-e Kord. Lo shahrestān è suddiviso in 4 circoscrizioni (bakhsh):
- Centrale (بخش مرکزی), con le città di Shahr-e Kord, Kian, Hafshejan, Farrokhshahr.
- Ben (بخش بن), capoluogo Ben.
- Laran (بخش لاران), capoluogo Surshjan.
- Saman (بخش سامان), capoluogo Saman.

La circoscrizione di Kiar (بخش کیار) è divenuto shahrestān di Kiar.